# Famille de Goué
 (juillet 2024).
La famille de Goué est une famille subsistante de la noblesse française, originaire du Maine. Elle a été maintenue noble sur preuves de 1526.

## Patronyme
Nous ne savons pas exactement d'où vient le nom de Goué. Le nom de Goué veut dire, à proprement parler : Serpe.[réf. nécessaire]
D'après le Dictionnaire de l'Encyclopédie de Denis Diderot et D'Alembert, le nom Goué signifie : « Parmi les marchands de bois une grosse serpe dont les flotteurs se servent pour faire les coches de leurs chantiers et autres. Les bûcherons ont la même serpe pour couper les bois et les vignerons pour aiguiser leurs échalas ». Il est possible que les premiers Goué aient été des bûcherons.
Il semblerait que le passage, le gué d'une rivière coupe, également la rivière de telle sorte que l'origine des deux goué et gué puisse être commune.
Une dernière source, indique que cette famille ait pu venir, avant de s'installer dans le Bas-Maine, de Bretagne toute proche ; car Goué signifie « sauvage » en breton.[réf. nécessaire]
Le chartrier de Goué conservé aux archives départementales de la Mayenne, contient sur la famille de Goué des documents authentiques, remontant au commencement du XIVe siècle et qui établissent depuis cette époque les titres de noblesse de cette famille.

## Histoire

### Des notables de village
Aux confins de trois provinces, le Maine, la Normandie et la Bretagne, le parcours de la famille de Goué illustre parfaitement à la fois la difficulté de cerner cette élite villageoise et le lent agrégat de nouveaux venus dans la population seigneuriale et nobiliaire.
Le premier membre connu, Gervais de Goué, était en 1312, employé au rôle des francs-fiefs de la Dorée.
Robert ou Robin de Goué est le premier qui, dans les titres du chartrier, prenne une qualité de clerc. Ce dernier, est mentionné à différentes reprises dans les années 1380 comme paroissien de Fougerolles-du-Plessis. La plupart de ces actes sont des rachats de terres faits par Robin à Guillaume de Montgiroulx, chevalier en bail perpétuel contre une rente annuelle. Parmi ces terres, on trouve le domaine de la Provotière qui fait partie au XVe siècle des domaines des seigneurs de Goué.
C'est seulement, le 25 août 1393, que son fils, Guillaume de Goué, seigneur de Goué, contractant mariage avec Jeanne le Provost, prit le titre d'écuyer.

### Seigneurs
On le voit, les familles des deux époux, Guillaume et Jeanne, sont à l’origine d’une certaine forme d’aristocratie villageoise, sinon bourgeoise.
Les deux familles, en unissant leurs fortunes donnent à leur postérité les moyens de se dire Seigneurs.
À la génération suivante, Robert de Goué, le fils de Jeanne le Provost et de Guillaume épouse Jeanne des Vaux, fille de Samson des Vaux et d’Aliénor d’Avaugour. La famille des Vaux est relativement importante au début du XVe siècle. Le cousin de Samson est alors capitaine de la ville de Mayenne et semble jouir de la confiance de la comtesse de Laval. Les d’Avaugour furent barons de Mayenne. Les Goué font clairement un mariage hypergamique qui leur permettra désormais de faire valoir un statut sinon nobiliaire, du moins aristocratique.
Enfin, c'est le 26 juin 1519, que les Goué prennent officiellement le titre de seigneur de Fougerolles. Une telle ascension sociale illustre l’agrégation d’une élite villageoise à la noblesse au cours des XVe siècle et XVIe siècle.
Au XVIIe siècle, cette famille est maintenue noble sur preuves de 1526.

### Les branches familiales
À la fin du XVe siècle, la famille de Goué devait se subdiviser en plusieurs branches.
La branche ainée dite « des seigneurs de Goué et de Fougerolles, barons de Villeneuve-La-Guyard et marquis de Goué » s'éteint en la personne de Gilles de Goué, entré dans l'ordre de Saint-Jean de Jérusalem en 1675, capitaine de Dragons, tué à la bataille de Leuze en  1691.
La branche dite « du Gué et de la Dorée » s'éteint  en 1725 en la personne de Anne de Goué, comtesse du Plessis-Châtillon. La branche de Clivoy, s'éteignit en 1798 en la personne de Louise de Goué de la Montre, veuve de M. de Lannoy de Méricourt.
Ayant pris une part très active dans le parti protestant ; Jacques de Goué (Chevalier de l'ordre de Saint-Michel), né au château de Clivoy vers 1560, s'installa dans le Bas-Poitou (Vendée) vers 1587.
C'est cette  branche dite du Marchais, subsistante  à ce jour, qui est chef de nom et d'armes de la famille de Goué. Elle a été admise au sein de l'Association de la noblesse française.

## Personnalités
- Jean de Goué, page d'Henri IV, assassiné le 2 juillet 1603 par son cousin Maurice de La Hautonnière
- Jacques de Goué, chevalier de l'ordre de Saint-Michel le 29 août 1570
- Jean-Baptiste de Goué (1646-1690), docteur en droit, conseiller honoraire  au Grand Conseil le 8 mars 1689, maître d'hôtel du roi, gentilhomme de la chambre, faussaire généalogique
- Marie-René de Goué, page de la grande écurie du roi en 1749
- Alain de Goué (1879-1918), docteur en droit, membre de l'Action française, historien, généalogiste, a repris l'ouvrage Les Croisés de Mayenne en 1158 qui fut une invention
- Joseph de Goué (1889-1972), maire de Carquefou (1945), auteur Une paroisse bretonne, Carquefou, son histoire et ses seigneurs (1919).

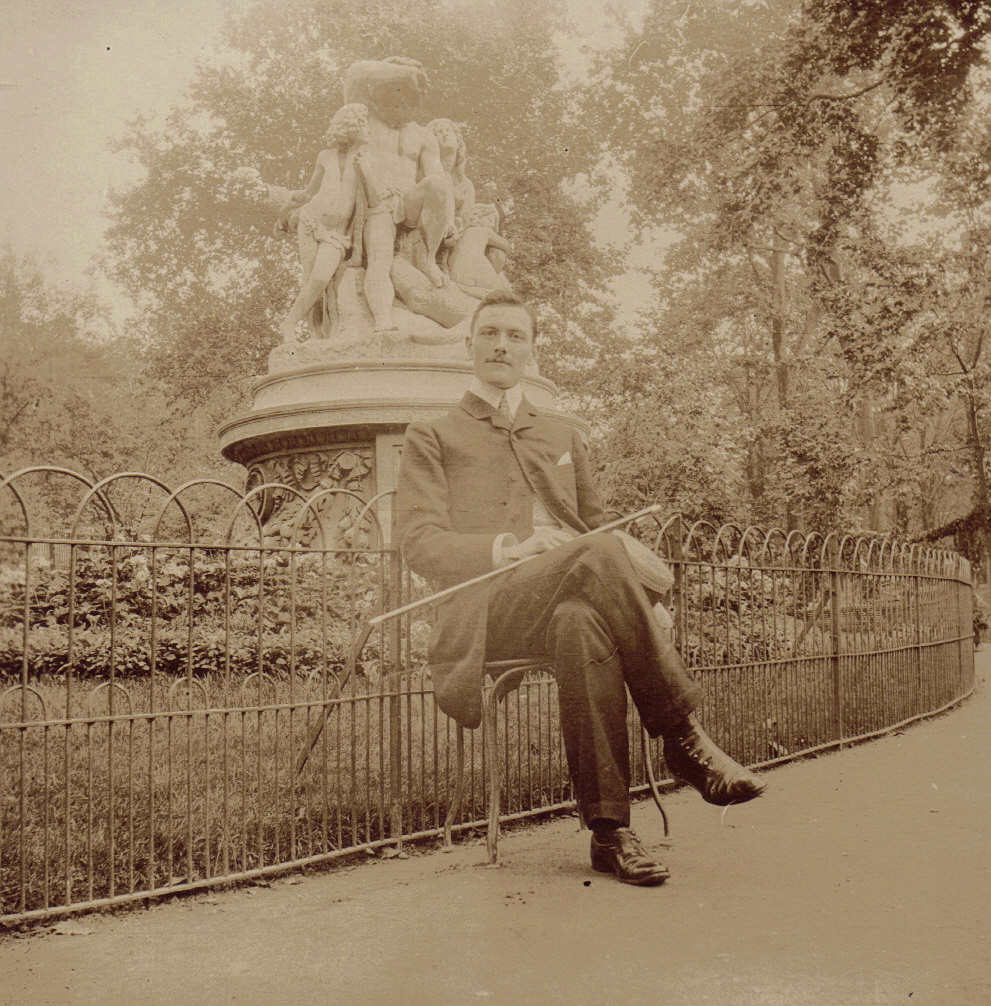
Alain de Goué (1879-1918)

## Possession
- Château de Goué
- Manoir du Gué

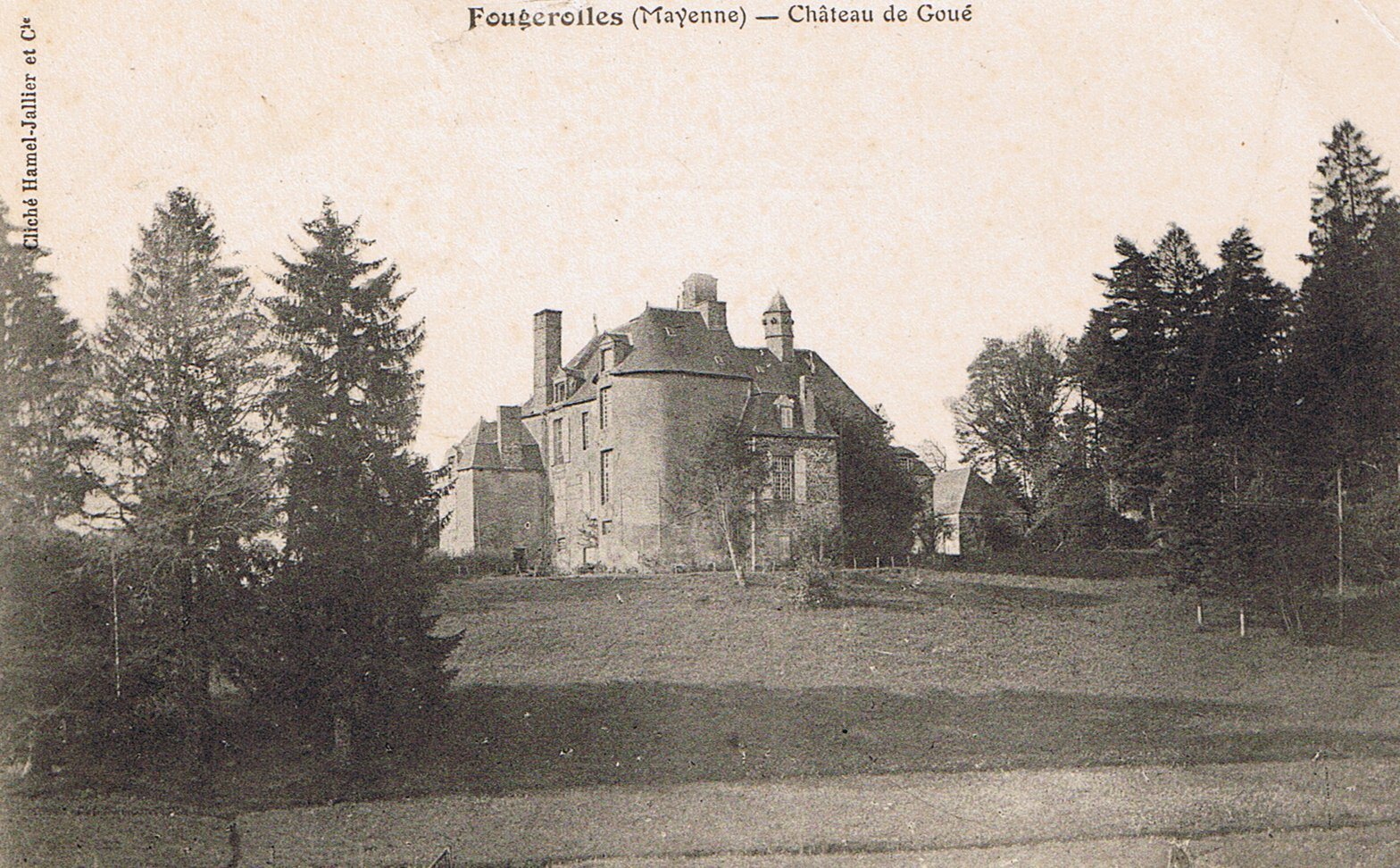
Château de Goué, en Mayenne
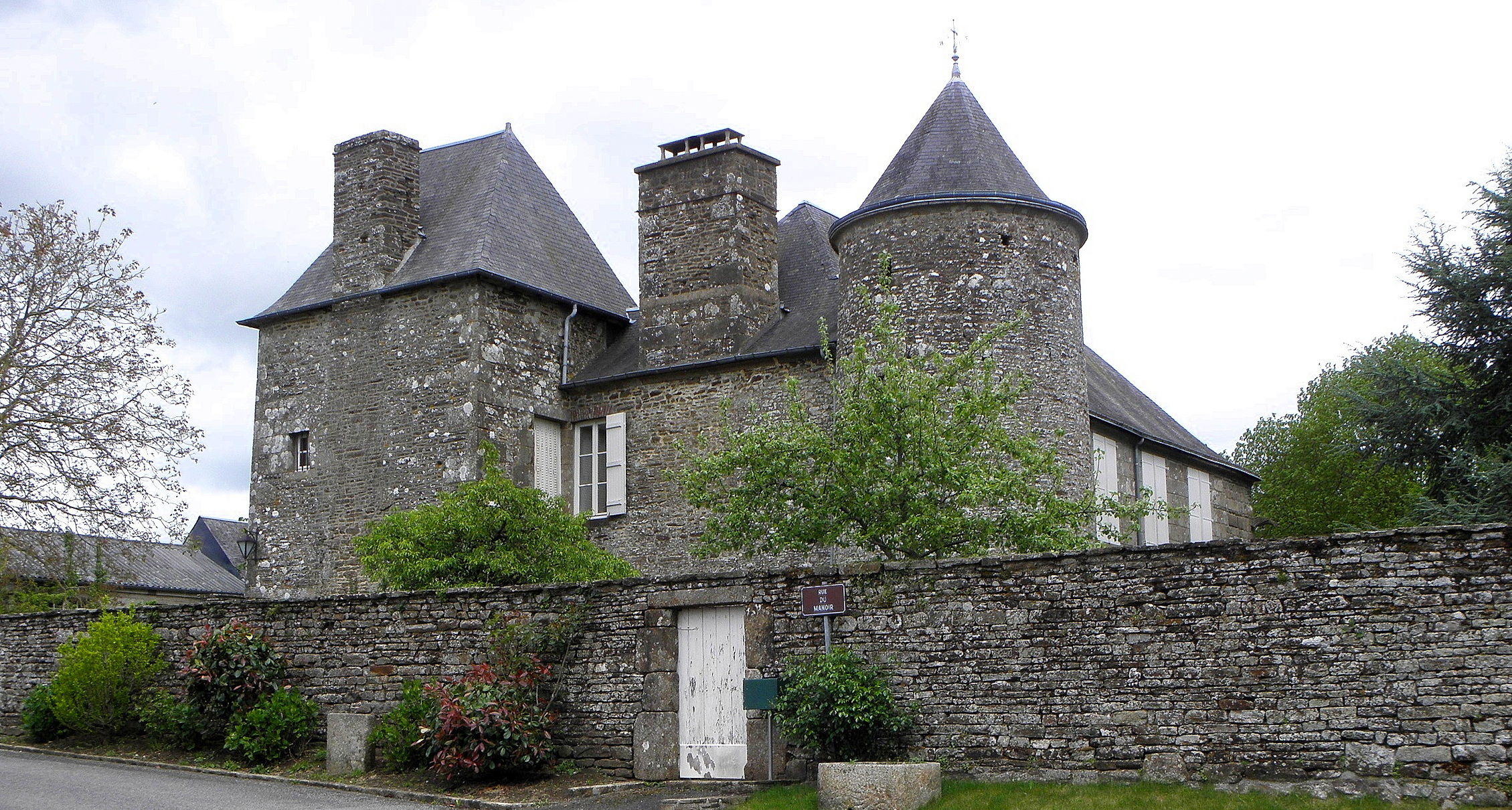
Manoir du Gué, à La Dorée en Mayenne

## Faussaires généalogiques
Jean-Baptiste de Goué a inventé en 1662 une filiation faisant remonter sa famille à Arnulphus de Goué vivant en 914, voulant « ramasser en une sorte de cartulaire, les enseignements de son antique lignée. Prouver qu'elle était décorée de la plus haute noblesse et qu'elle était apparentée aux plus illustres familles du Maine »[réf. nécessaire]. 
L'abbé Angot a montré au XIXe siècle que cette filiation est fausse. Au début du XXe siècle, la polémique a resurgi, Alain de Goué ayant promu Les Croisés de Mayenne en 1158, l'ouvrage d'un faussaire. Ernest Laurain, directeur des Archives départementales de la Mayenne a mis un terme à cette controverse en publiant une étude en 1912.

### Fonds d'archives
- Archives départementales de la Mayenne, 6 J 1-279. Dates extrêmes : 1324 - XXe siècle. Importance matérielle : 8,5 mètres linéaires. Répertoires numériques détaillés des fonds 2 J à 14 J (documents entrés par voie extraordinaire), par Henri Boullier de Branche et Joël Surcouf. Laval, 1989, 224 pages 6 J : pages 59–79
- Bibliothèque nationale de France, Cabinet des titres :  Chérin 95 & 54 / Clairambault 936 page 230  vue 97/ Cabinet d'Hozier 248  / Dossiers bleus 440 & 472 / Carré d'Hozier 302 / Nouveau d'Hozier 159 / FF1365 / FF 21519 -21520-21521-21522-21523 / FF 25599 / Armorial général d'Hozier Bretagne I page 514, no 97 et registre colorié 9925
- Archives nationales, Maintenue de Noblesse David de Goué (fonds privé Durand de Saint Front - Collège héraldique de France). Fond versé en 1992 mais non traité.
- BNF  Généalogie de la maison de Goué. Branches du Bas-Poitou [par A. de Goué]. Extrait du Dictionnaire des familles du Poitou, de M. M. Beauchet-Filleau;  Notice n° :  FRBNF30526727 / Tolbiac - Rez-de-jardin - magasin 4- LM3- 3159
- Bibliothèque nationale de Malte.
- Hill Museum & Manuscript Library
- Archives départementales de la Vendée.
- Alain de Goué, Archives privées.